# タイ科学技術研究所
タイ科学技術研究所 (タイ語:สถาบันวิจัยวิทยาศาสตร์และเทคโนโลยีแห่งประเทศไทย、タイ略語:วว.、英語：Thailand Institute of Scientific and Technological Research 英略称：TISTR）は、タイ王国 内閣科学技術省管轄の研究所。1963年5月25日に設立されたタイ初の国立科学技術研究所である。

## 概要
タイ科学技術研究所は、持続的な社会経済発展に資する産業技術研究のために設立された国立研究機関である。研究は主に食品、健康関連、医療機器、代替エネルギーおよび環境関連など。

## 歴史
科学技術研究所は1963 年5月25日、タイ政府の科学技術政策上の特別国家事業に位置づけタイ応用科学研究所(ASRCT、สถาบันวิจัยวิทยาศาสตร์ประยุกต์แห่งประเทศไทย:สวป.) として開所。1979年、科学技術環境省が新設されると、研究所をタイ科学技術研究所に改称した。研究事業を推進国家事業に位置づけ、毎年の国家予算から財政支援を行っている。2002年科学技術環境省は省庁再編により、科学技術省に改称された。

## 内部部局
1. バイオ産業研究開発グループ (กลุ่มวิจัยและพัฒนาด้านอุตสาหกรรมชีวภาพ)
  1. 農業技術部門 (ฝ่ายเทคโนโลยีการเกษตร)
  2. 自然薬品・自然商品部門 (ฝ่ายเภสัชและผลิตภัณฑ์ธรรมชาติ)
  3. 食品技術部門 (ฝ่ายเทคโนโลยีอาหาร)
  4. バイオサイエンス部門 (ฝ่ายวิทยาศาสตร์ชีวภาพ)
  5. タイ包装センター (ศูนย์การบรรจุหีบห่อไทย)
2. 持続的発展研究開発グループ (กลุ่มวิจัยและพัฒนาด้านพัฒนาอย่างยั่งยืน)
  1. エネルギー技術部門 (ฝ่ายเทคโนโลยีพลังงาน)
  2. 環境資源技術部門 (ฝ่ายเทคโนโลยีสิ่งแวดล้อมและทรัพยากร)
  3. 技術革新部門 (ฝ่ายนวัตกรรมวัสดุ)
  4. エンジニアリング部門 (ฝ่ายวิศวกรรม)
3. 産業サービスグループ (กลุ่มบริการอุตสาหกรรม)
  1. 計量標準試験センター (ศูนย์ทดสอบและมาตรวิทยา)
  2. 物性分析開発センター (ศูนย์พัฒนาและวิเคราะห์สมบัติของวัสดุ)
  3. 情報センター (ศูนย์ความรู้)
  4. 品質システム評価事務所 (สำนักรับรองระบบคุณภาพ)
4. ビジネス・マーケティング開発グループ(กลุ่มพัฒนาธุรกิจและการตลาด)
  1. マーケティング部門 (ฝ่ายการตลาด)
  2. ビジネス開発部門 (ฝ่ายพัฒนาธุรกิจ)
5. 行政グループ (กลุ่มบริหาร)
  1. 会計部門 (ฝ่ายการคลัง)
  2. 人事部門 (ฝ่ายทรัพยากรบุคคล)
  3. 総務部門 (ฝ่ายบริการกลาง)
  4. 法務部門 (กองกฏหมาย)
  5. 情報通信技術部門 (กองเทคโนโลยีสารสนเทศและการสื่อสาร)

## 所在地

### パトゥムターニー本部
- パトゥムターニー県クローンルワン郡 タムボン・クローンハー リヤプクローンハー通り テクノターニー ムー3 35

（35 หมู่ 3 เทคโนธานี ถ.เลียบคลองห้า ต.คลองห้า อ.คลองหลวง จ.ปทุมธานี 12120）

### バンコク本部
- バンコク チャトゥチャック区 パホンヨーティン通り196

（196 พหลโยธิน จตุจักร กรุงเทพมหานคร 10900）

## 研究所および支所
- テクノターニー研究所 （เทคโนธานี） パトゥムターニー県
- バーンケーン研究所 （บางเขน）バンコク都
- バーンプー研究所 （บางปู）サムットプラーカーン県
- ラムタコーン研究所 （ลำตะคอง） ナコーンラーチャシーマー県
- サゲーラート研究所 （สะแกราช） ナコーンラーチャシーマー県
- ドーイプイ研究所 （ดอยปุ๋ย） チェンマイ県

### テクノターニー研究所
タイ科学技術研究所の基幹研究所であり、パトゥムターニー県クローンルワン郡タムボン・クローンハー リヤプクローンハー通りにあり、バイオ産業研究開発グループから4部門、持続的発展研究開発グループから1部門、研究所行政グループ全部門がある。
- バイオ産業研究開発グループ
  - 農業技術部門
    - 肥料技術センター（ศูนย์เทคโนโลยีปุ๋ย）

  - バイオサイエンス部門
    - 微生物研究センター（ศูนย์จุลินทรีย์）

  - 自然薬品・自然商品部門
  - 食品技術部門
- 持続的発展研究開発グループ
  - エンジニアリング部門
- 産業サービスグループ
  - 物性分析開発センター
- 行政グループ

### バーンケーン研究所
バンコク都バーンケーン区にある研究所で、以下の施設が所属する。
- バイオ産業研究開発グループ
  - タイ包装センター
- 持続的発展研究開発グループ
  - エネルギー技術部門
  - 環境資源技術部門
  - 技術革新部門
- 産業サービスグループ
  - 情報センター
  - 品質システム評価事務所
- ビジネス・マーケティング開発グループ

### バーンプー研究所
サムットプラーカーン県ムアンサムットプラーカーン郡バーンプーにある研究所。
- 産業サービスグループ
  - 計量標準試験センター

### ラムタコーン研究所
ナコーンラーチャシーマー県パークチョン郡タムボン・ノーンラーイにある研究所。
- バイオ産業研究開発グループ
  - 農業技術部門

### サゲーラート研究所
ナコーンラーチャシーマー県ワンナムキアオ郡タムボン・ウドムサップ郡にある研究所。主に環境・生態系と自然食品・薬品の研究を行っている。

### ドーイプイ研究所
チェンマイ県ムアンチェンマイ郡にある研究所。高地農業開発センターがある。

## 関連事項
- 科学技術省 (タイ)